# Çorovodë
Çorovodë ([t͡ʃɔɾɔvɔd(ə)]; bepaalde vorm: Çorovoda) is na de gemeentelijke herinrichting van 2015 een deelgemeente (njësitë administrative përbërëse) van de Albanese stad (bashkia) Skrapar in het zuiden van Albanië. De stad telt 4.000 inwoners (2011) en ligt in de prefectuur Berat. Çorovodë ligt aan de samenvloeiing van de Çorovodë en de Osum.
De naam van de stad is afgeleid van het Bulgaarse Черна вода (Tsjerna voda), 'zwart water'. 

## Toerisme en bezienswaardigheden
Ofschoon Çorovodë op zichzelf vrij weinig bezienswaardigheden telt, heeft de stad enig toeristisch belang als regionaal centrum en uitvalsbasis voor alle gemeenten in de bergachtige omgeving. In de stad bevindt zich een tweetal hotels. Buiten het centrum ligt Ura e Kasabashit, een Ottomaanse stenen brug over de Çorovodërivier.

## Sport
Voetbalclub KF Skrapari degradeerde na het seizoen 2011-2012 van de Kategoria e Parë naar de Kategoria e Dytë, Albaniës derde nationale klasse. Het team heeft zijn hoofdkwartier op het Fusha Sportive Skrapar, dat een capaciteit heeft van 1500 toeschouwers.

## Geboren
- Ilir Meta (1969), diplomaat en politicus; president van Albanië sinds 2017

Bajram Curri · Ballsh · Belsh · Berat · Bilisht · Bulqizë · Burrel · Cërrik · Çorovodë · Delvinë · Divjakë · Durrës · Elbasan · Ersekë · Fier · Fushë-Arrëz · Fushë-Krujë · Gjirokastër · Gramsh · Himarë · Kamëz · Kavajë · Këlcyrë · Klos · Konispol · Koplik · Korçë · Krujë · Krumë · Kuçovë  · Kukës · Laç · Leskovik · Lezhë · Libohovë · Librazhd · Lushnjë · Maliq · Mamurras · Manëz · Memaliaj · Orikum · Patos · Peqin  · Përmet · Peshkopi · Pogradec · Poliçan · Prrenjas · Pukë · Roskovec · Rrëshen · Rrogozhinë · Rubik · Sarandë · Selenicë · Shijak · Shkodër · Sukth · Tepelenë · Tirana · Urë Vajgurore · Vau i Dejës · Vlorë · Vorë